# NGC 2371-2
NGC 2371-2 هي مجرة تتبع كوكبة التوأمان. اكتشفها ويليام هيرشل في 12 مارس 1785.

## روابط خارجية
- NGC 2371-2 على موقع ويكي سكاي: DSS2, SDSS, GALEX, IRAS, Hydrogen α, X-Ray, Astrophoto, Sky Map, Articles and images